# Potenza Sport Club 2009-2010
Questa voce raccoglie le informazioni riguardanti il Potenza Sport Club nelle competizioni ufficiali della stagione 2009-2010.

## Rosa
| N. |                     | Ruolo | Calciatore                  |
| -- | ------------------- | ----- | --------------------------- |
|    | Brasile (bandiera)  | C     | Anderson Luiz Schveitzer    |
|    | Germania (bandiera) | A     | Giuseppe Aquino             |
|    | Italia (bandiera)   | A     | Antonio Barbato             |
|    | Italia (bandiera)   | D     | Simone Berardi              |
|    | Italia (bandiera)   | D     | Roberto Cardinale           |
|    | Italia (bandiera)   | A     | Emanuele Catania            |
|    | Italia (bandiera)   | D     | Agatino Alessandro Chiavaro |
|    | Italia (bandiera)   | A     | Ciro De Cesare              |
|    | Italia (bandiera)   | P     | Giuseppe Della Corte        |
|    | Italia (bandiera)   | C     | Domenico De Simone          |
|    | Italia (bandiera)   | D     | Marco Di Fatta              |
|    | Italia (bandiera)   | C     | Alessandro Evangelisti      |
|    | Italia (bandiera)   | D     | Giammarco Frezza            |
|    | Italia (bandiera)   | C     | Pietro Mariano Gerardi      |
|    | Italia (bandiera)   | C     | Vincenzo Giannusa           |
|    | Italia (bandiera)   | P     | Raffaele Gragnaniello       |
|    | Italia (bandiera)   | C     | Antonio Grillo              |

| N. |                      | Ruolo | Calciatore           |
| -- | -------------------- | ----- | -------------------- |
|    | Italia (bandiera)    | C     | Benedetto Iraci      |
|    | Italia (bandiera)    | C     | Giovanni Langella    |
|    | Italia (bandiera)    | D     | Giuseppe Lolaico     |
|    | Italia (bandiera)    | C     | Giorgio Lucenti      |
|    | Italia (bandiera)    | A     | Roberto Magliocco    |
|    | Argentina (bandiera) | A     | Daniel Mariano Manno |
|    | Italia (bandiera)    | C     | Matteo Mazzetto      |
|    | Serbia (bandiera)    | C     | Aljmr Murati         |
|    | Italia (bandiera)    | A     | Giuseppe Morfù       |
|    | Italia (bandiera)    | C     | Umberto Nappello     |
|    | Italia (bandiera)    | A     | Enrico Polani        |
|    | Italia (bandiera)    | D     | Pasquale Porcaro     |
|    | Italia (bandiera)    | C     | Antonino Profeta     |
|    | Italia (bandiera)    | A     | Thomas Lucie Smith   |
|    | Italia (bandiera)    | D     | Mirko Taccola        |
|    | Italia (bandiera)    | P     | Andrea Tesoriero     |
|    | Italia (bandiera)    | D     | Antonio Vanacore     |